# GSh-6-30 (機関砲)
GSh-6-30（Gryazev-Shipunov 6-30：ロシア語: ГШ-6-30（Грязев-Шипунов 6-30）は、ソビエト連邦が開発した口径30mmの機力作動式ガトリング砲である。
航空機関砲のほか、艦載兵器の備砲として用いられている。

## 概要
GSh-6-23と同様の構造の6砲身ガトリング砲で、開発は1970年代初頭に行われ、実戦配備は1975年である。
多くのアメリカ製機ガトリング砲と異なり、電気動作式ではなく、ガス動作式を採用している。これは、砲身の最大射撃レートでの始動を迅速化し、短時間でより多くの弾丸を敵機に射撃するためである。点火は、より小さいGSh-6-23と同様に電気式である。
搭載機の代表はMiG-27 フロッガーであるが、後述の経緯から巨大な反動を吸収するため、MiG-27では砲を斜めに取り付けている。Su-25T フロッグフットの試作型にも搭載が試みられたが、振動とそれによって発生する問題を解決できず、最終的には元のGSh-30-2に戻されている。
本砲は、海軍のAK-630 CIWSに用いられるAO-18機関砲のベースにもなった。また、世界初の複合CIWSであるカシュタンにもこの機関砲が装備されている。

## 性能と問題点
GSh-6-30は、390gの弾頭重量を持った30x165mmの強力な弾丸を発射し、高レートでの射撃性能により極めて高い破壊力を有する武器であるが、戦術的有効性は携行弾薬量の都合に制限される（例としてMiG-27では300発程しかない）。この制限が、この機関砲を装備する航空機が少数であった理由の1つであると考えられる。
搭載機が少数であるもう1つの理由として、当砲は射撃時の騒音や振動・反動が非常に大きいことが知られている。この振動は、搭載機に燃料タンクの疲労断切や多くの無線機器、アビオニクスの故障をもたらすほどである。このため、機体のランディング・ライトがしばしば破壊され、夜間着陸では地上より滑走路への着陸に投光機の支援を用いなければならない場合もあった。ほかにも、光像式照準器の破損、前方ランディングギアドアの破損（少なくとも3度のハードランディングを引き起こしている）、さらには、キャノピーの破壊や、コックピット内の計器のダウンが少なくとも一度報告されている。
しかし、そういったデメリットの反面、威力も高く、炸裂した弾丸の破片の数は炸裂地点から200m以内なら航空機を損傷させるのに十分な威力を誇る。